# Brennerstraße
Die Brennerstraße (B 182) ist eine Landesstraße in Österreich im Bundesland Tirol mit einer Gesamtlänge von 36,6 km.

## Verlauf
Die Brennerstraße zweigt in Innsbruck von der Innsbrucker Straße (B 174) bei der „Graßmayrkreuzung“ ab und führt nach Süden unter der Europabrücke durch ins Tiroler Wipptal mit den Gemeinden Schönberg im Stubaital, Matrei am Brenner, Steinach am Brenner und Gries am Brenner zur Staatsgrenze am Brennerpass, wo sie als italienische Staatsstraße 12 weiterführt. Die Straße ist für den LKW-Durchgangsverkehr ab 3,5 t gesperrt, so dass diese Fahrzeuge auf die weitgehend parallel führende, mautpflichtige Brenner Autobahn ausweichen müssen.

## Geschichte

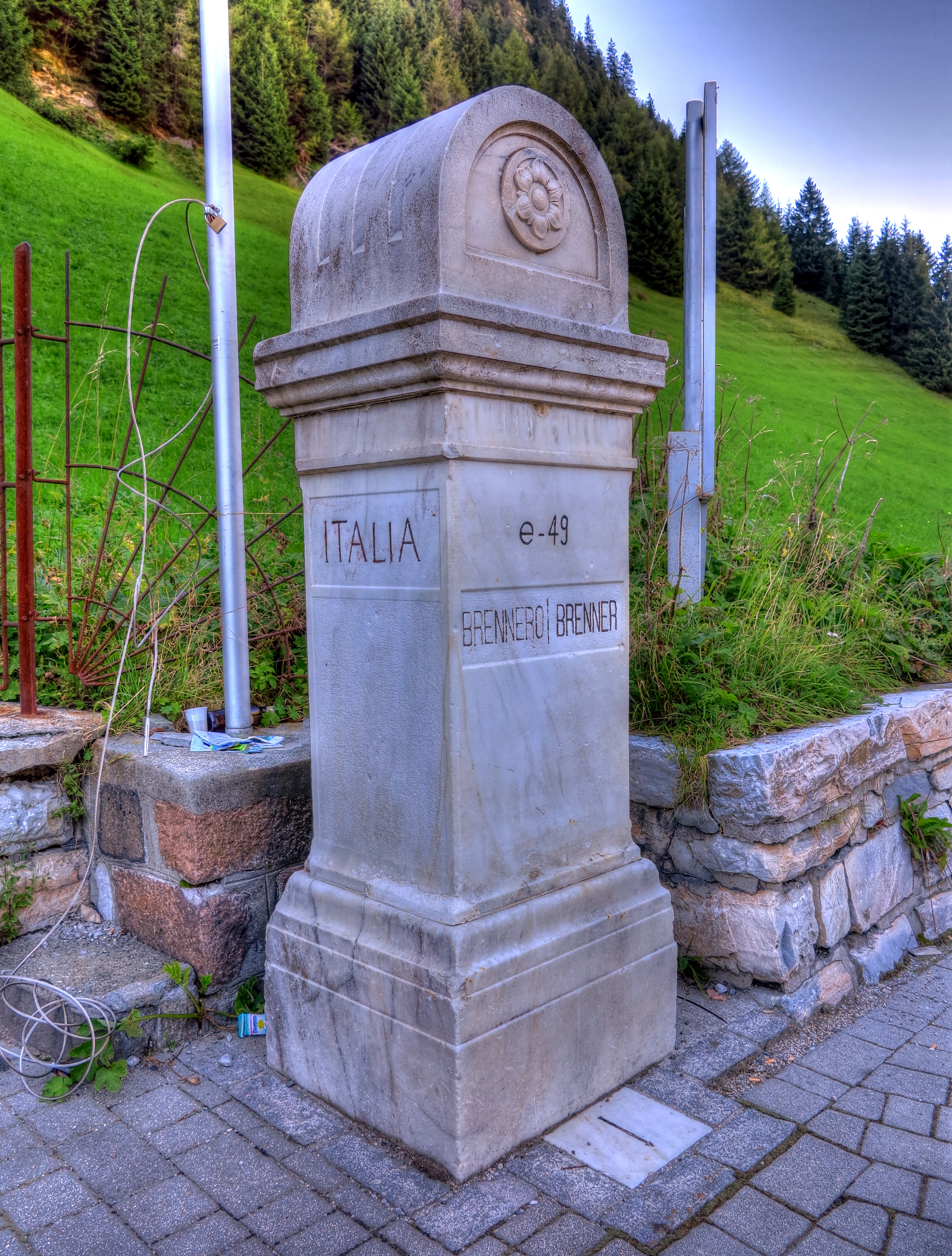
Grenzstein zwischen Italien und Österreich am Brennerpass

Der Weg über den Brenner wurde Anfang des 3. Jahrhunderts unter Septimius Severus zur Römerstraße ausgebaut. Die heute Via Raetia genannte Verbindung ist bereits im Itinerarium Antonini verzeichnet und Vorgängerin der mittelalterlichen Via Imperii. 
Der Brennerpass war bereits im Mittelalter der meistbenutzte Übergang der Ostalpen (um 1430 benutzten bereits 6500 Frachtwagen pro Jahr den Weg von Augsburg über den Brenner nach Verona und Venedig), deshalb wurde die Straße mehrere Male umgelegt und verbessert. Erzherzog Ferdinand II. ließ zwischen 1582 und 1584 die zum Brenner führende Straße über den Schönberg verlegen, weil die alte Straße sich als zu steil erwiesen hatte und viele Fuhrleute lieber die Ellbögener Straße benutzten. Ihr Fernbleiben hatte für die Hauptstadt Innsbruck wichtige finanzielle Einbußen zur Folge. 1777 wurde die Brennerstraße unter Kaiserin Maria Theresia zu einer ganzjährig befahrbaren Straße ausgebaut. 1836–1844 entstand die heutige Straße zwischen Innsbruck und Schönberg, die am 1. November 1844 dem Verkehr übergeben wurde.
Seit 1919 verläuft auf dem Brennerpass die Staatsgrenze zwischen Österreich und Italien.
Die Brenner-Straße gehört zu den ehemaligen Reichsstraßen, die 1921 als Bundesstraßen übernommen wurden. Bis 1938 wurde die Brenner-Straße als B 66 bezeichnet, nach dem Anschluss Österreichs wurde die Brenner-Straße bis 1945 als Teil der Reichsstraße 2 geführt.
Auch die auf der Trasse der historischen Römerstraße verlaufende Ellbögener Straße, die von Hall an Innsbruck vorbei bis Matrei führte, wurde von 1921 bis 1973 als Bundesstraße geführt. Bis 1938 wurde die Ellbögener Straße als B 66a bezeichnet, ab 1949 wurde sie als B 184 geführt, bevor sie am 1. Jänner 1973 zu einer Tiroler Landesstraße (L 38) abgewertet wurde.
Seit dem 1. Jänner 1973 beginnt die Brenner Straße nicht mehr im Stadtzentrum von Innsbruck, sondern an der Innsbrucker Straße.
Am 15. Mai 2002 wurde der Name vom Tiroler Landtag in Brennerstraße geändert.